# Bernhard II. Leoprechtinger
Bernhard Leoprechtinger (auch: Wernhard sowie Leuprechtinger; † 11. Juli 1473) entstammte dem altbayerischen Adelsgeschlecht Leoprechting. Er war als Bernhard II. von 1446 bis 1473 Reichsprälat und Propst des Klosterstifts Berchtesgaden. Zudem war er in Berchtesgaden als Professor sowie als Kommissar in drei Prozessen tätig. (Im Widerspruch zur Benennung als „Bernhard II“ laut Joseph Ernst von Koch-Sternfeld (1778–1866) und Manfred Feulner (1922–2011) steht die Bezeichnung „Bernhard III.“ in den nebenstehenden Abbildungen der Kirchenfenster, die sich so lediglich auch in einer Auflistung bei A. Helm (1899–1973) belegt findet. Hier wird darin bis auf Weiteres der jüngsten Quelle nach Feulner gefolgt.)

## Leben und Wirken
Leoprechtingers Status als Propst des Berchtesgadener Augustiner-Chorherrenstifts war dem eines Reichsprälaten gleichgestellt, nachdem sich die stetig wachsende weltliche Eigenständigkeit der um 1100 gegründeten Stiftspropstei ab 1380 in der Erhebung zum Zepterlehen manifestiert hatte. Leoprechtinger konnte somit, wie bereits seine beiden Vorgänger im Amt, das Klosterstift im Reichstag mit Sitz und Stimme vertreten.
Während von 1393 bis 1404 das Stift als Konkurrent im Salzabbau aber auch wegen seiner Schulden noch ins Erzstift Salzburg inkorporiert war, wurde es dank Leoprechtinger ab 1455 von der „Metropolitangewalt“ des Erzstifts Salzburg befreit und war damit in geistlichen Dingen (Spiritualien) dem Papst direkt unterstellt. Salzburg protestierte zwar gegen dieses selbständige Archidiakonat des Berchtesgadener Propstes, hatte damit jedoch keinen Erfolg. 1449 wurde zudem das nach wie vor an Salzburg verpfändete Schellenberg samt seiner Saline wieder in die Verwaltung des Klosterstifts überführt. Die Schulden an Salzburg waren auch dank Leoprechtinger inzwischen von 44.000 Golddukaten auf 24.428 reduziert worden. (Erst 1556 waren sämtliche Schulden entrichtet und Schellenberg aus der Pfandschaft gelöst.)
Leoprechtinger war an der gotischen Ausgestaltung der Stiftskirche St. Peter und Johannes der Täufer in Berchtesgaden beteiligt. So ließen er und sein Nachfolger Erasmus Pretschlaiffer die Wände der Seitenschiffe erhöhen und mit größeren Fenstern versehen.
Bernhard Leoprechtinger ist am 11. Juli 1473 gestorben und fand seine letzte Ruhestätte unter einer steinernen Grabplatte in der Berchtesgadener Stiftskirche. Diese Grabplatte zeigt sein Wappen sowie das des früheren Propsts Peter II. Pienzenauer († 4. März 1432) und verdeckte bis 1965 unsichtbar unter dem bei Renovierungsarbeiten verschobenen Chorgestühl die eigentliche Grabkammer beider Pröpste. Zum Abschluss der Renovierungsarbeiten wurde u. a. der Wappenstein aus dem Boden herausgenommen und zu seinem Schutz neben der Fundstelle nunmehr aufrecht in die Wand eingelassen. Darüber hinaus machte man beim Herausnehmen des Wappensteins auch noch einige nicht genau zuordenbare Grabfunde, wie eine hölzerne Krümme aus dem 14. Jahrhundert, ein Paar goldbestickte Pontifikalschuhe sowie Reste eines goldbroschierten Seidenstoffs aus dem 12. Jahrhundert, die seither im Museum Schloss Adelsheim ausgestellt werden.

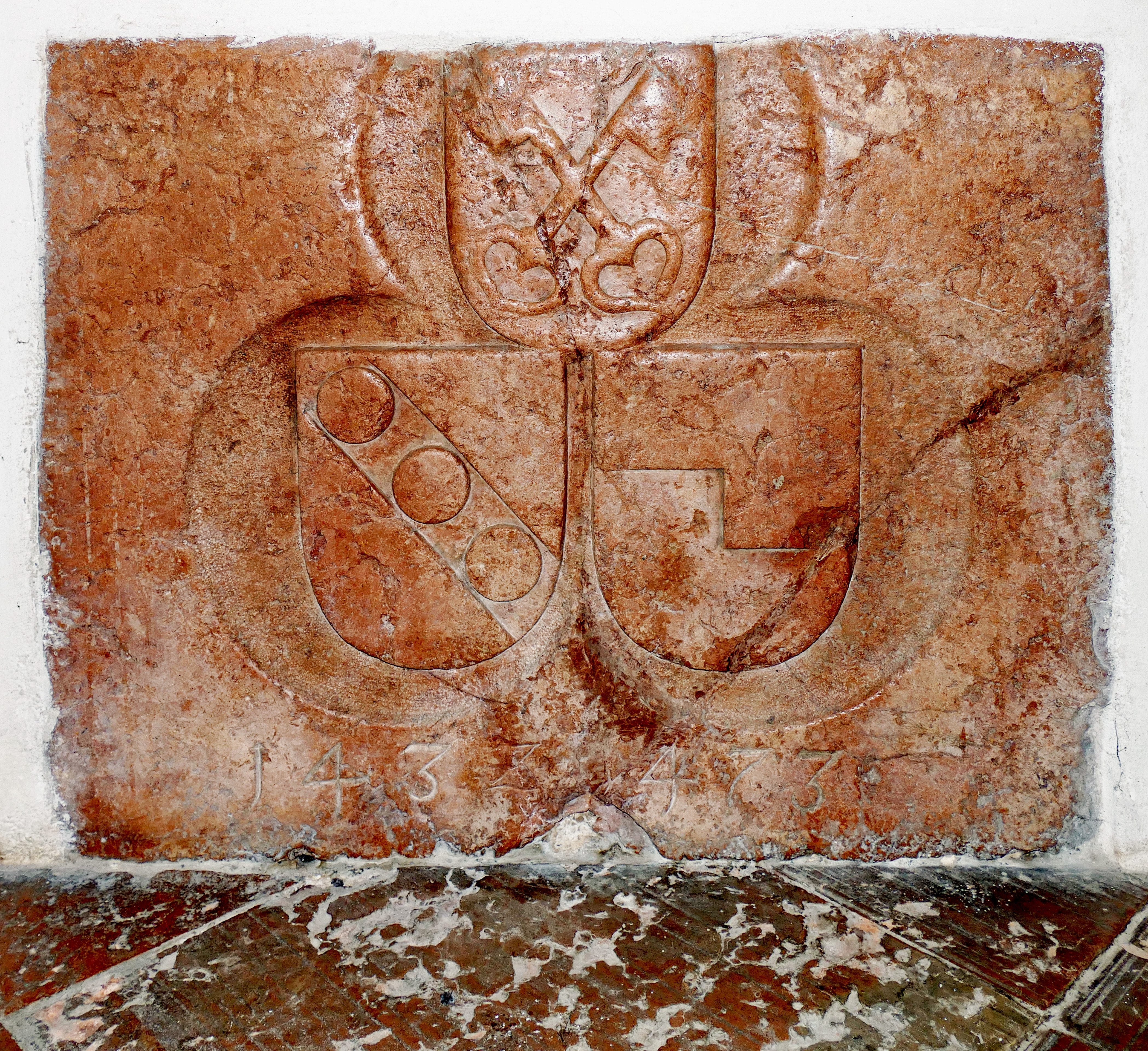
Gruft von Propst Peter II. Pienzenauer († 1432) und Bernhard Leoprechtinger mit beider Wappentafeln
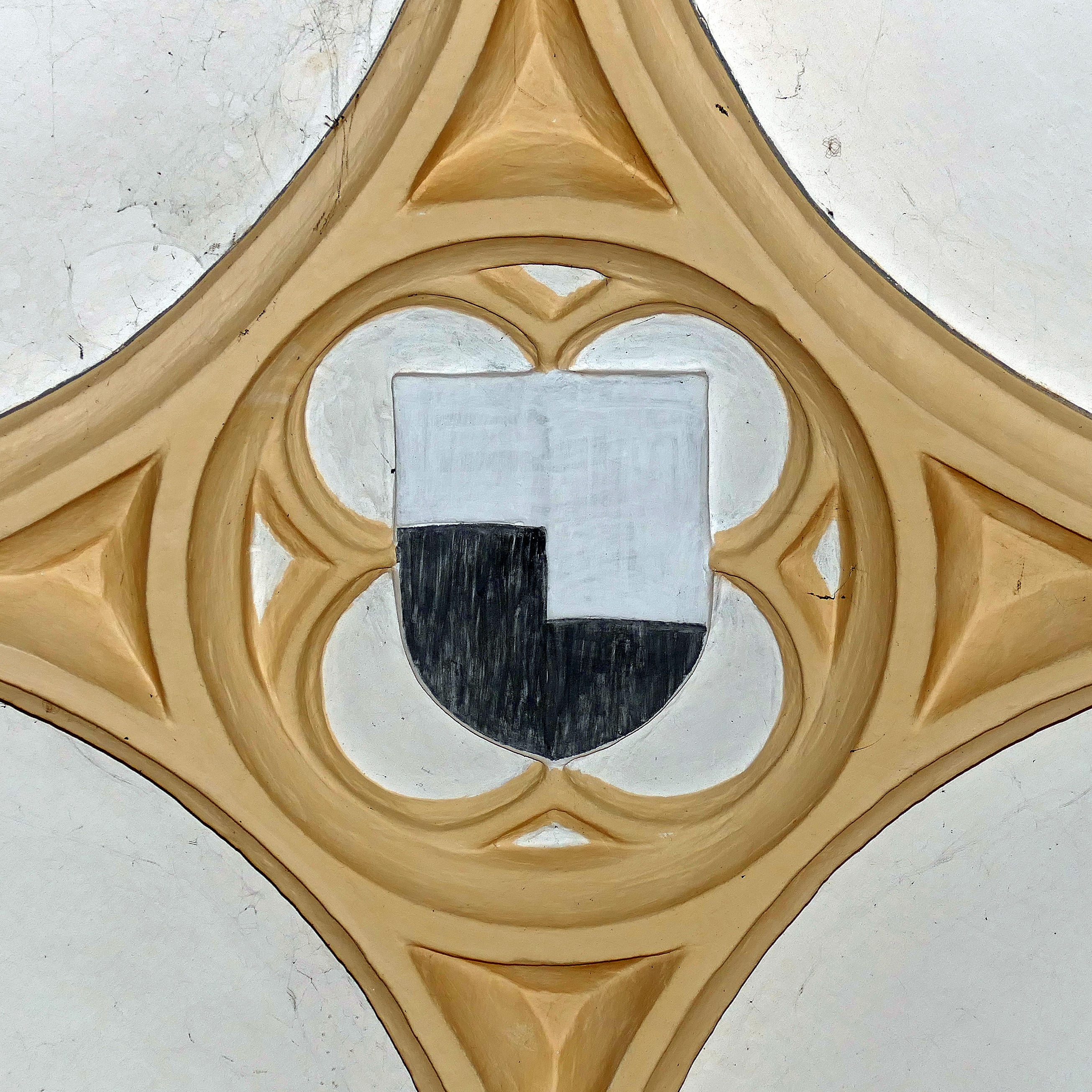
Leoprechtinger-Wappen als Schlussstein eines Netzgewölbes in der Berchtesgadener Stiftskirche